# Єщенко Микола Дмитрович
Єщенко Микола Дмитрович (26 жовтня 1876, м. Київ — 1 листопада 1931, м. Белград, Королівство Югославія) — генерал-хорунжий Армії УНР.

## Життєпис
Народився у Києві. Закінчив Київське реальне училище, Київське піхотне юнкерське училище (1902), служив у 6-му та 7-му саперному батальйонах (Київ), Владивостоцькому фортечному мінному батальйоні та Очаківській фортечній мінній роті. Закінчив Миколаївську військову академію за 1-м розрядом (1912), був приділений до 166-го піхотного Рівненського полку (Київ) для відбуття командного цензу на чолі роти. З 1914 р. — капітан, в.о. обер-офіцера для доручень штабу ХХХІІІ армійського корпусу. З 10 червня 1916 року- підполковник, штаб-офіцер для доручень ХХХІІІ армійського корпусу. 25 вересня 1916 р. був нагороджений Георгіївською зброєю. З 9 лютого 1917 р. — в.о. начальника штабу 159-ї піхотної дивізії. З 17 травня 1917 р. — начальник штабу 117-ї піхотної дивізії. Останнє звання у російській армії — підполковник.

### Армія УНР
У жовтні 1917 р. добровільно прибув у розпорядження командувача 34-го армійського (1-го Українського) корпусу генерала П. Скоропадського. 5 грудня 1917 р. був відряджений у розпорядження військового секретаря С. Петлюри. З 10 березня 1918 року — начальник управління військових комунікацій Генерального штабу УНР, згодом — Української Держави. З грудня 1918 р. — начальник відділу зв'язку штабу Дієвої армії УНР. З 9 березня 1919 р. — начальник військових комунікацій Дієвої армії УНР. У грудні 1919 р. — був інтернований польською владою у Рівному. У 1920 р. — начальник управління військових комунікацій Генерального штабу УНР. З 15 жовтня 1920 р. — 1-й генерал-квартирмейстер Генерального штабу Армії УНР. З 5 жовтня 1920 р. — генеральний-хорунжий.

### Еміграція
14 червня 1921 р. відбув до своєї родини, яка перебувала у Сербії. На еміграції жив у Югославії. Помер 1 листопада 1931 року, похований на Новому цвинтарі Белграда.

## Вшанування пам'яті
28 травня 2011 року у мікрорайоні Оболонь було відкрито пам'ятник «Старшинам Армії УНР — уродженцям Києва». Пам'ятник являє собою збільшену копію ордена «Хрест Симона Петлюри». Більш ніж двометровий «Хрест Симона Петлюри» встановлений на постаменті, на якому з чотирьох сторін світу закріплені меморіальні дошки з іменами 34 старшин Армії УНР та Української Держави, які були уродженцями Києва (імена яких вдалося встановити історикам). Серед іншого вигравіруване й ім'я Миколи Єщенка.